# Chapéu-panamá

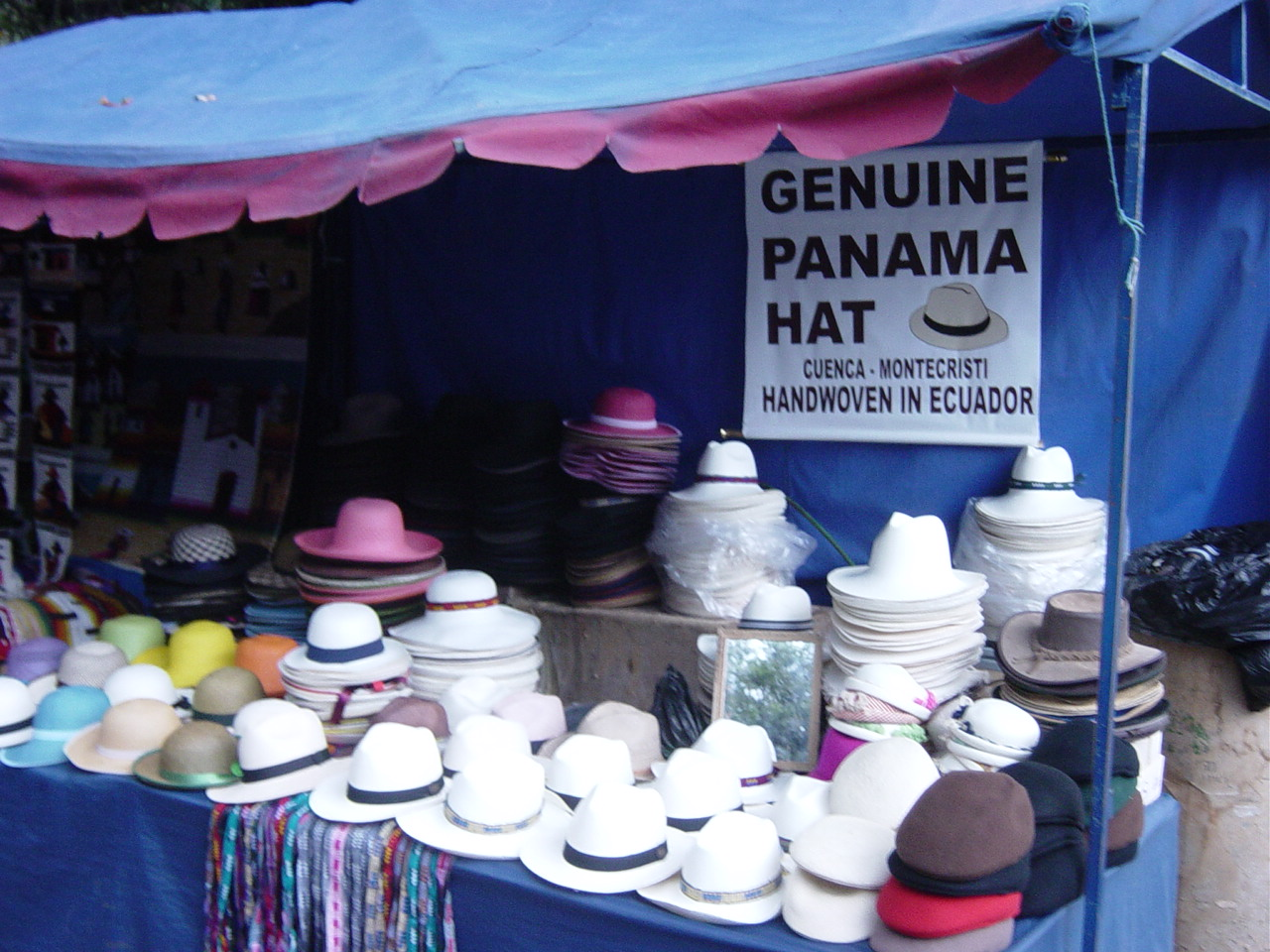
Chapéus-panamá à venda em loja no Equador.

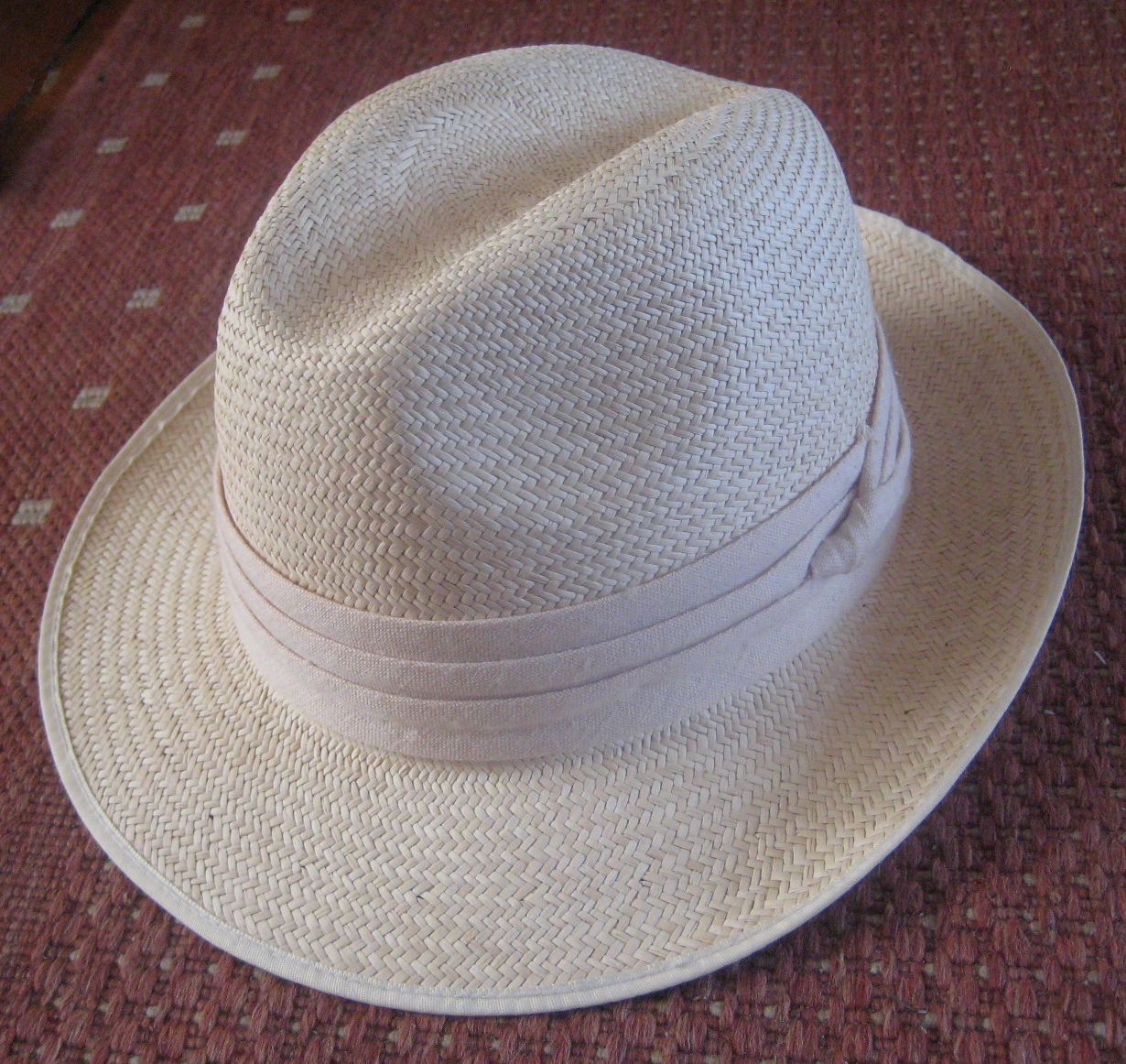
Um chapéu Panama.

Chapéu-panamá (também grafado sem o hífen) é um chapéu que, apesar do nome, é fabricado no Equador (onde é chamado de El Fino), especialmente em Cuenca e Montecristi.
Possui cor clara e pode ter vários formatos. É fabricado com a palha da planta Carludovica palmata, conhecida como toquilla, encontrada no Equador e em países vizinhos, e tecida em trama fechada.
Já foi dito que recebeu este nome porque o presidente estadunidense Theodore Roosevelt usou-o durante uma visita ao canal do Panamá, em 1906. Em razão disso, o chapéu tornou-se moda, principalmente para homens, até a Segunda Guerra Mundial. Contudo, o Dicionário Oxford registra que esse termo é usado desde pelo menos 1834.
Inicialmente era um produto exclusivamente masculino. Ainda hoje o chapéu é utilizado no verão, tanto por homens como por mulheres. Por vezes simboliza o ambiente praieiro tropical.

## Personalidades[3]
Muitas personalidades aderiram à moda do chapéu-panamá, como Winston Churchill, Kemal Atatürk, Harry Truman, Getúlio Vargas e Tom Jobim. Um dos pioneiros foi Santos Dumont, que já usava o seu em 1906.
A moda também se popularizou entre as estrelas de Hollywood, e galãs como Humphrey Bogart, Clark Gable e Michael Jackson usaram chapéus-panamá.
É um dos simbolos da Malandragem no Rio de Janeiro.